# Гейба, Янис Алоизович
Янис Алоизович Гейба (Jānis Geiba) (23 февраля 1940 — 17 июля 2016) — советский государственный деятель, народный депутат СССР (1989—1991). Член КПСС с 1964 года.

## Биография
Родился 23 февраля 1940 года в Мадоне.
Окончил Дагдский сельхозтехникум (1960), Латвийскую сельскохозяйственную академию и Высшую партийную школу.
1960—1972 агроном колхоза, инспектор-организатор Краславского производственного колхозно-совхозного управления, заместитель председателя колхоза «Скайста» Краславского района.
1972—1980 инструктор, заведующий организационным отделом, секретарь Краславского райкома партии.
1980—1982 инструктор ЦК Компартии Латвии.
1982—1985 председатель Даугавпилсского райисполкома.
С 1985 года — первый секретарь Даугавпилсского райкома Компартии Латвии. С 1990 г. председатель Даугавпилсского районного Совета народных депутатов.
Депутат Верховного Совета Латвийской ССР 11-го созыва. Народный депутат СССР (1989—1991).
Умер 17 июля 2016 года.